# Friedrichstrasse

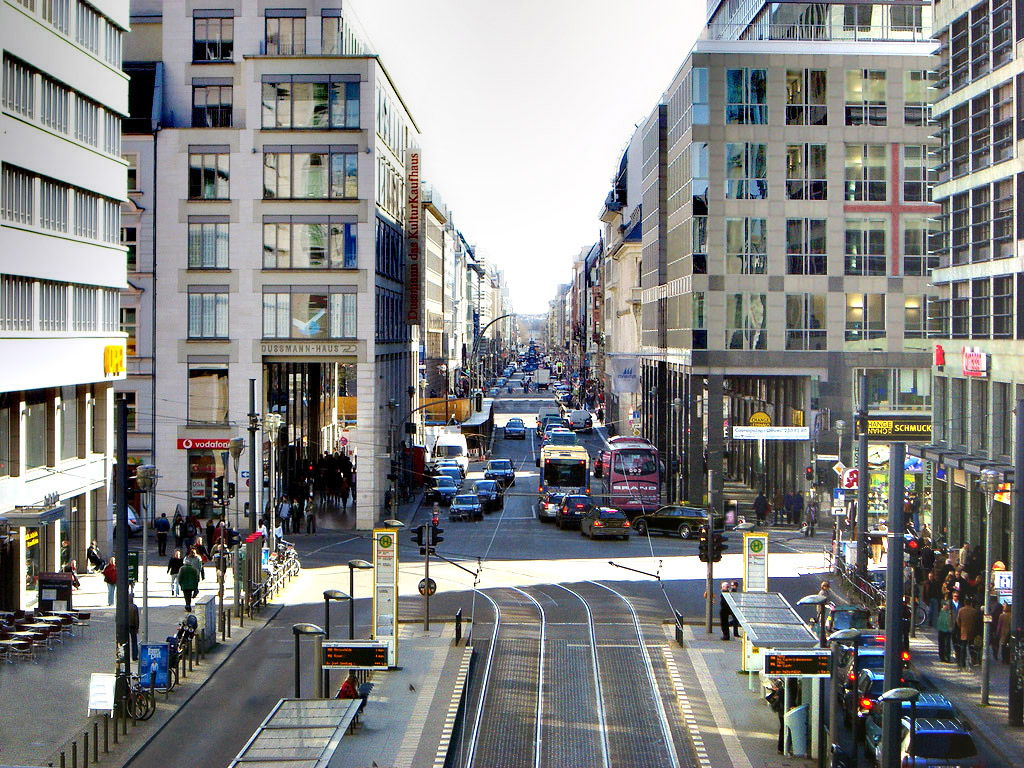
Friedrichstrasse

Friedrichstrasse (tyska: Friedrichstraße) är en av Berlins mest kända huvudgator. Gatan är uppkallad efter kurfurst Fredrik III av Brandenburg som 1701 kröntes till kung Fredrik I av Preussen.
Gatan börjar vid torget Mehringplatz i stadsdelen Kreuzberg och går sedan norrut. Den passerar den före detta gränsövergången Checkpoint Charlie vid Zimmerstrasse, där den också går in i Mitte, korsar sedan Leipziger Strasse och Unter den Linden, passerar Bahnhof Friedrichstrasse och Tränenpalast, går över Spree på Weidendammer Brücke och fram till Oranienburger Tor, där den går över i Chausseestrasse. Vid Friedrichstrasse ligger flera teatrar och andra kulturella institutioner som till exempel Friedrichstadt-Palast (för revyer), Admiralspalast (från 1955 till 1997 under namnet Metropol-Theater) och Kunsthaus Tacheles (ingången från Oranienburger Strasse).
Vid gatans etablering låg området utanför själva Berlin, i förstäderna Dorotheenstadt och Friedrichstadt. Huvudsakligen flyttade hugenotter till området. Utbyggnaden av gatans mellersta del forcerades under kung Fredrik Vilhelm I av Preussen. Under revolutionsåren 1848–1849 utkämpades flera gatustrider på Friedrichstrasse. Senare under 1800-talet blev gatan allt mer fylld med hotell, restauranger och platser för konstframställningar. Friedrichstrasse blev även känt som en plats för handel med guld och juveler samt för sin prostitution.
Liksom andra stadsdelar av Berlin förstördes många byggnader vid Friedrichstrasse under andra världskrigets bombningar. Friedrichstrasse låg före andra världskriget mitt i det som ansågs som Berlins centrum. Under efterkrigstiden låg den något öster om Berlinmuren. Östberlins centrum lades längre österut. Gatan har efter Berlins återförening upplevt en renässans. Nya byggnader har uppförts och här finns idag kontor, utställningshallar och butiker.

## Kända personer som har varit bosatta eller verksamma på Friedrichstrasse
- Christoph Wilhelm Hufeland, hus nr. 130
- Alexander von Humboldt, hus nr. 139
- Johann Gottlieb Fichte, hus nr. 139/141
- Rahel Varnhagen, hade en salong för litteratur här
- Adelbert von Chamisso, hus nr. 208
- Friedrich Engels, i korsningen med Dorotheenstrasse
- Max Skladanowsky, visade 1 november 1895 de första filmerna i varieté Wintergarten, ungefär ett halvt år efter Auguste och Louis Lumière, som verkade i Paris
- Paul Linckes operett Frau Luna visades för första gången i Apollotheater vid Friedrichstrasse
- Adolph von Menzel, vistades ofta i Café Bauer (hus nr. 85) och ritade personer
- Max Reinhardt, hus nr. 134
- Georg Tappert, växte upp i hus nr. 10

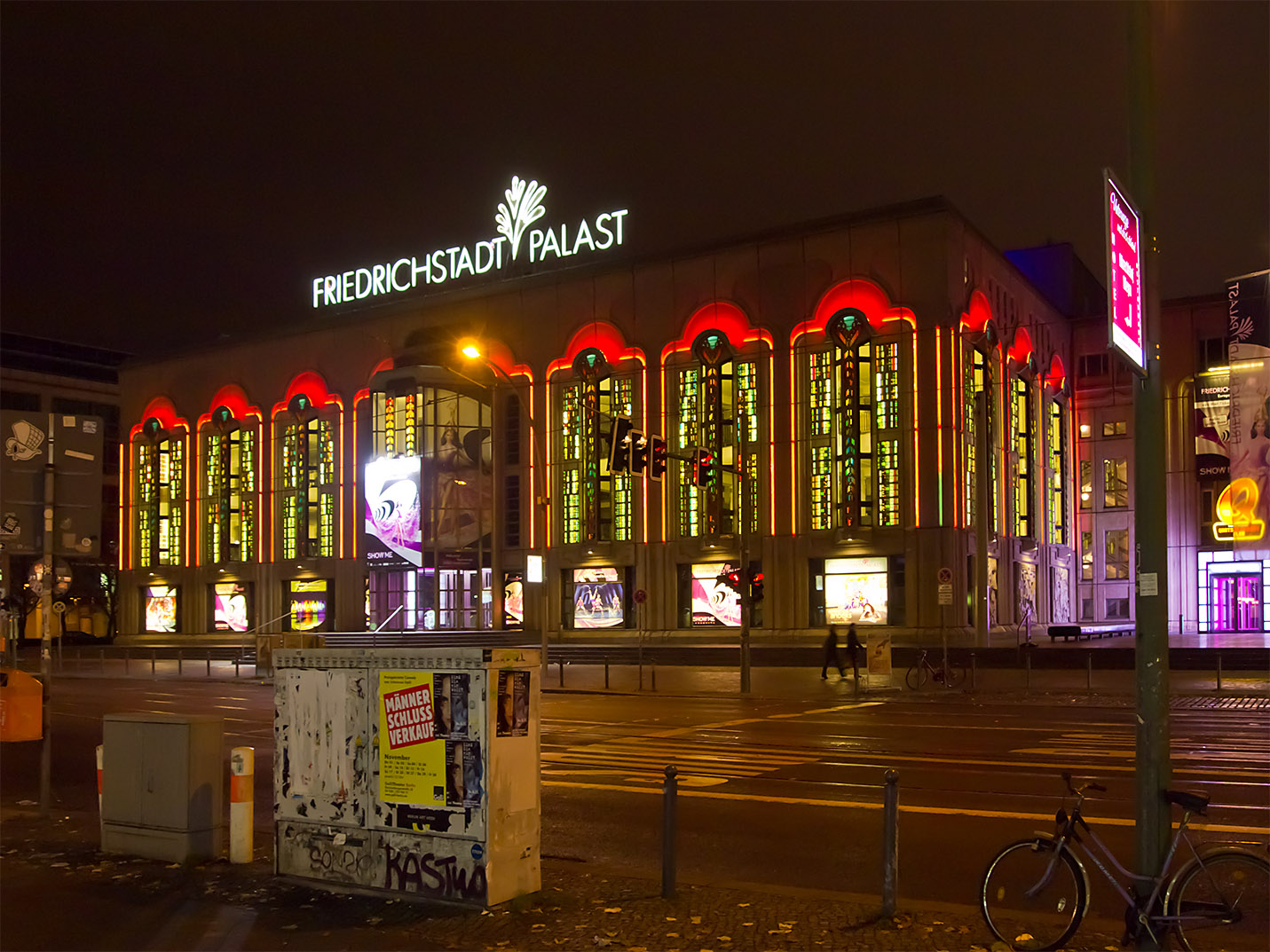
Friedrichstadtpalast
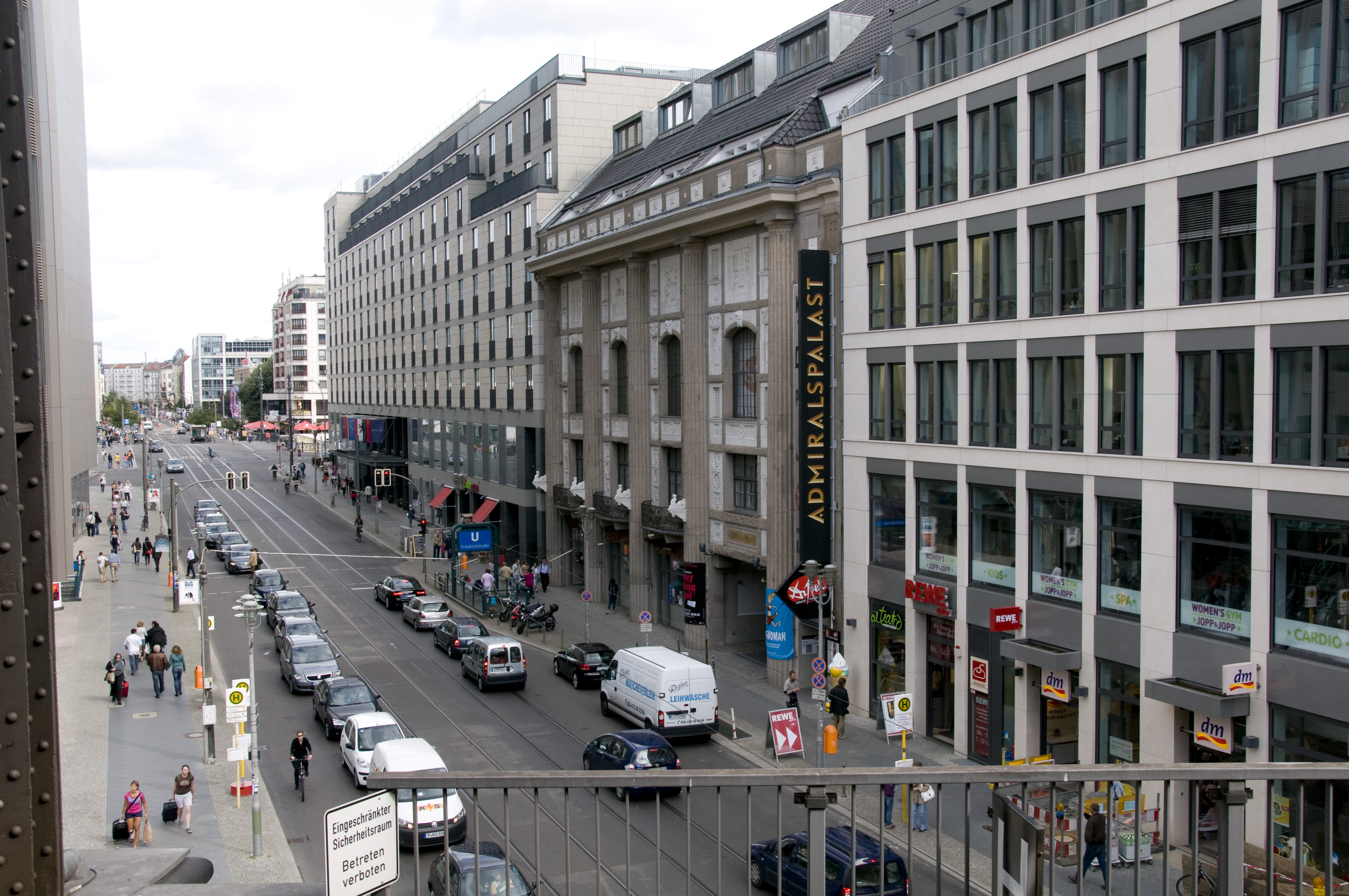
Admiralspalast
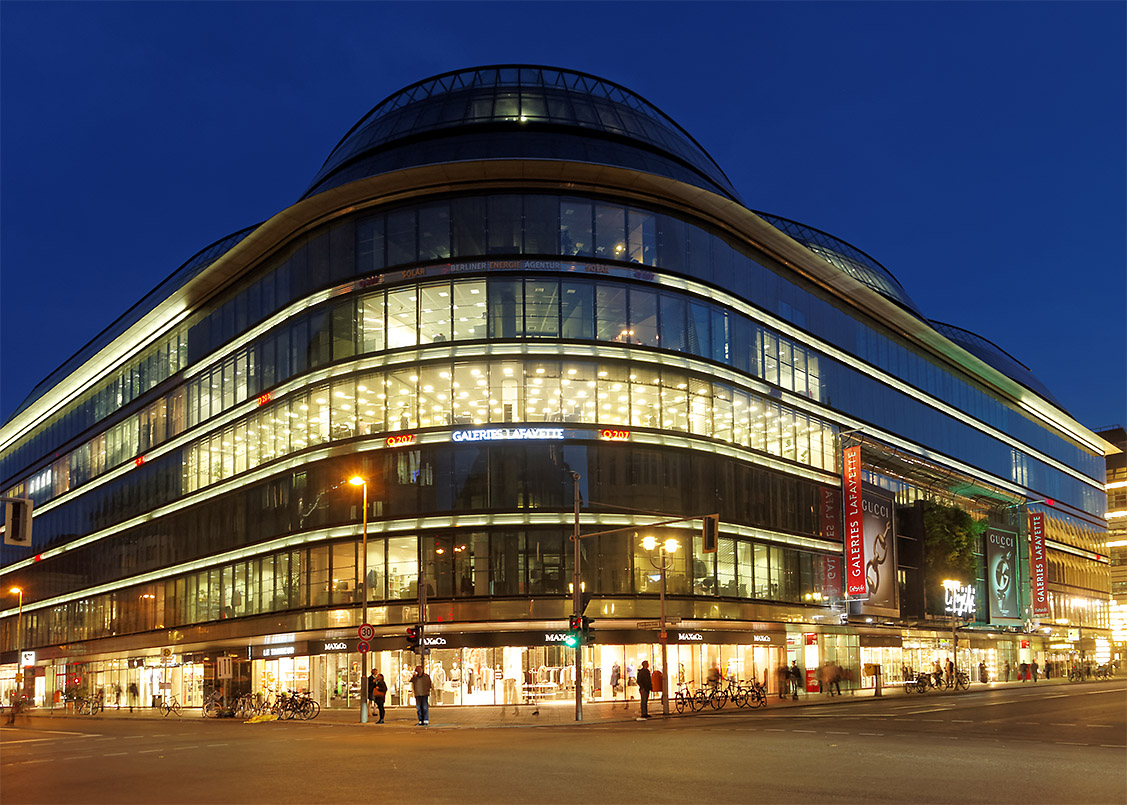
Galeries Lafayette
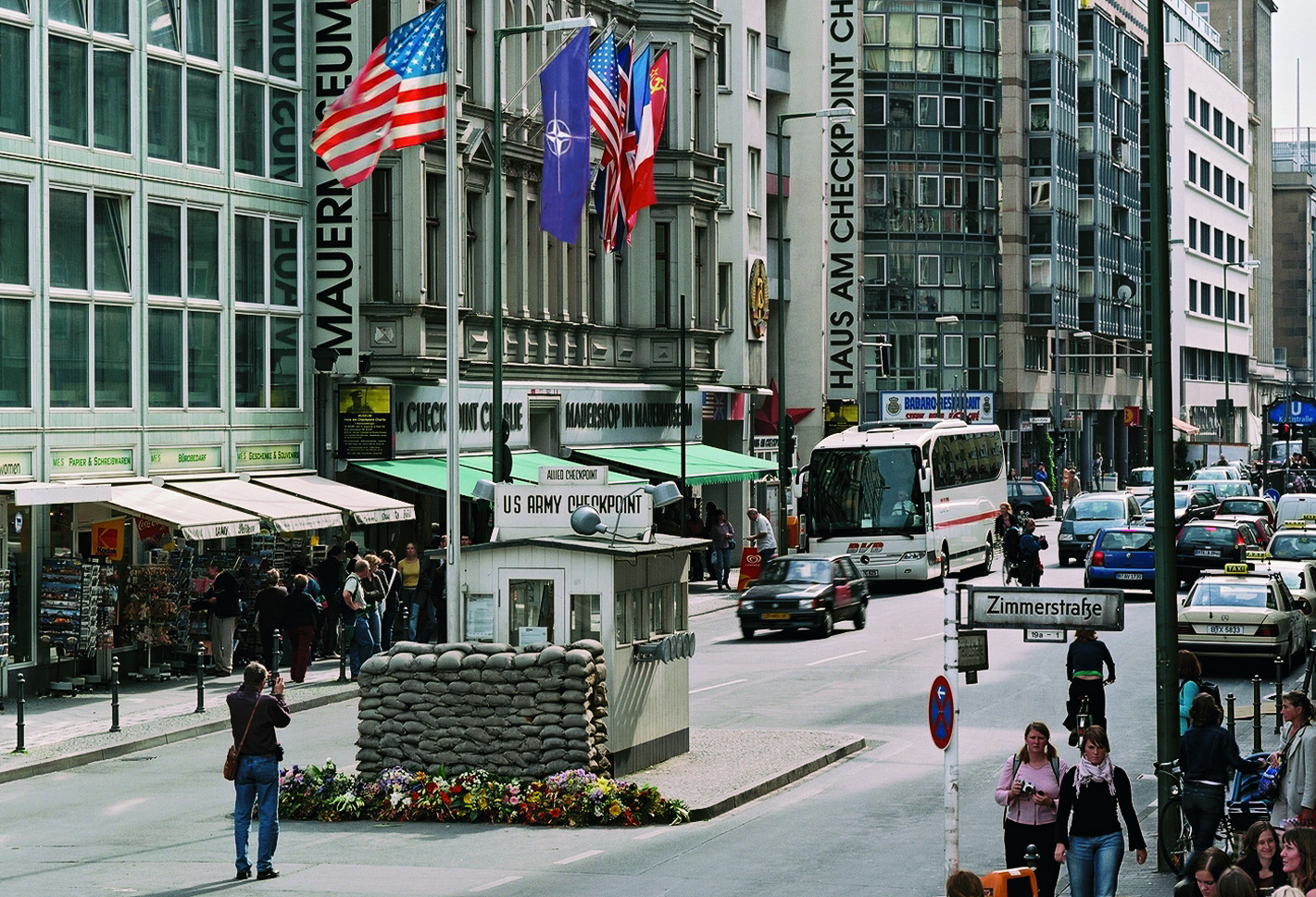
Checkpoint Charlie

## Angränsande gator och torg
Från norr till söder:
- Friedrichstrasse ansluter till Chausseestrasse i norr vid den tidigare platsen för stadsporten Oranienburger Tor, i höjd med Torstrasse.
- Oranienburger Strasse
- Unter den Linden
- Behrenstrasse
- Französische Strasse
- Mohrenstrasse
- Leipziger Strasse

I söder slutar Friedrichstrasse vid Mehringplatz. Gatan är här spärrad för genomfartstrafik men ledde tidigare vidare över Hallesches Tor och Landwehrkanal mot Mehringdamm.